# Kurseong
Kurseong là một thành phố và khu đô thị của quận Darjiling thuộc bang Tây Bengal, Ấn Độ.

## Nhân khẩu
Theo điều tra dân số năm 2001 của Ấn Độ, Kurseong có dân số 40.067 người. Phái nam chiếm 51% tổng số dân và phái nữ chiếm 49%. Kurseong có tỷ lệ 84% biết đọc biết viết, cao hơn tỷ lệ trung bình toàn quốc là 59,5%: tỷ lệ cho phái nam là 88%, và tỷ lệ cho phái nữ là 80%. Tại Kurseong, 6% dân số nhỏ hơn 6 tuổi.